# Кэмпбелл, Айвор
Айвор Кэмпбелл (англ. Ivor Campbell; 11 января 1898, Киркинтиллох, Данбартоншир — 1 сентября 1971, Портленд) — канадский гребной рулевой, выступавший за сборную Канады по академической гребле в середине 1920-х годов. Серебряный призёр летних Олимпийских игр в Париже, победитель многих студенческих соревнований в составе команды Торонтского университета. Военный врач, участник Второй мировой войны.

## Биография
Айвор Кэмпбелл родился 11 января 1898 года в городе Керкинтиллох, Шотландия. В возрасте 12 лет вместе с семьёй переехал на постоянное жительство в город Торонто провинции Онтарио, Канада.
Занимался академической греблей во время учёбы в Торонтском университете, в качестве рулевого состоял в местной университетской команде «Варсити Блюз», неоднократно принимал участие в различных студенческих соревнованиях. Являлся членом студенческого объединения Фи Гамма Дельта.
Наивысшего успеха как спортсмен добился в сезоне 1924 года, когда вошёл в основной состав канадской национальной сборной и благодаря череде удачных выступлений удостоился права защищать честь страны на летних Олимпийских играх в Париже. В программе распашных рулевых восьмёрок вместе с гребцами Артуром Беллом, Робертом Хантером, Уильямом Лэнгфордом, Харольдом Литтлом, Джоном Смитом, Уорреном Снайдером, Норманом Тейлором и Уильямом Уоллесом на стадии полуфиналов пришёл к финишу вторым позади команды из Соединённых Штатов, собранной из студентов Йельского университета, и не смог отобраться в финал напрямую. Тем не менее, в дополнительном отборочном заезде канадцы обошли своих соперников из Аргентины, Австралии и Бельгии — тем самым всё же квалифицировались в финал. В решающем заезде участвовали действующие чемпионы Европы из Италии и победители последней Королевской регаты Хенли из Великобритании, но главными соперниками канадского экипажа вновь стали американцы — в итоге Айвор Кэмпбелл со своей командой финишировал вторым, уступив команде из США почти 16 секунд, и таким образом стал серебряным олимпийским призёром.
После парижской Олимпиады Кэмпбелл больше не показывал сколько-нибудь значимых результатов в академической гребле на международном уровне.
Окончил университет в 1925 году, получив степень бакалавра наук в области медицины.
Во время Второй мировой войны служил бортовым врачом сначала в Королевских военно-воздушных силах Канады, а затем в Военно-воздушных силах армии США — окончил войну в звании полковника. Был награждён французским правительством Военным крестом за помощь в развёртывании медицинских учреждений и служб на разорённой после оккупации территории Франции.
Впоследствии постоянно проживал в Портленде, штат Орегон. Возглавлял психиатрическую службу Администрации по делам ветеранов (организацию-предшественницу современного Министерства по делам ветеранов США), часто привлекался в качестве судмедэксперта при расследовании уголовных дел.
Умер 1 сентября 1971 года в Портленде в возрасте 73 лет.